# 하스다역
하스다역(일본어: 蓮田駅)은 일본 사이타마현 하스다시에 있는 동일본 여객철도 도호쿠 본선의 역이다. 우쓰노미야 선 구간에 포함되어 있다.

## 타는 곳
| 1 | ■ 우쓰노미야 선    | (하행)             | 오야마 · 우쓰노미야 · 구로이소 방면                                            |
| 2 | ■ 우쓰노미야 선    |                    | (대피선)                                                                       |
| 3 | ■ 우쓰노미야 선    | (상행)             | 오미야 · 우에노 · 도쿄 · 시나가와 · 요코하마 방면 (우에노도쿄라인·도카이도 선) |
| 3 | ■ 쇼난 신주쿠 라인 | (요코스카 선) 직통 | 오미야 · 신주쿠 · 요코하마 · 즈시 방면                                         |

## 이용 현황
| 승차 인원 추이 | 승차 인원 추이     |
| 연도           | 하루 평균 승차인원 |
| -------------- | ------------------ |
| 2000           | 22,764             |
| 2001           | 22,519             |
| 2002           | 22,204             |
| 2003           | 22,010             |
| 2004           | 21,630             |
| 2005           | 21,576             |
| 2006           | 21,726             |
| 2007           | 22,069             |
| 2008           | 21,965             |
| 2009           | 21,428             |
| 2010           | 21,164             |

## 역 주변
- 미쓰비시 도쿄 UFJ 은행 하스다 지점
- 닌겐 종합 과학 대학 하스다 캠퍼스

## 인접정차역
| 도호쿠 본선 (우쓰노미야 선) 포함 | 도호쿠 본선 (우쓰노미야 선) 포함 | 도호쿠 본선 (우쓰노미야 선) 포함 |
| -------------------------------- | -------------------------------- | -------------------------------- |
| 오미야 아타미 방면               | ■ 쾌속 ■ 쇼난 신주쿠 라인 쾌속   | 구키 구로이소 방면               |
| 히가시오미야 아타미 방면         | ■ 보통 ■ 쇼난 신주쿠 라인 보통   | 시라오카 구로이소 방면           |